# 더 새터데이 이브닝 포스트

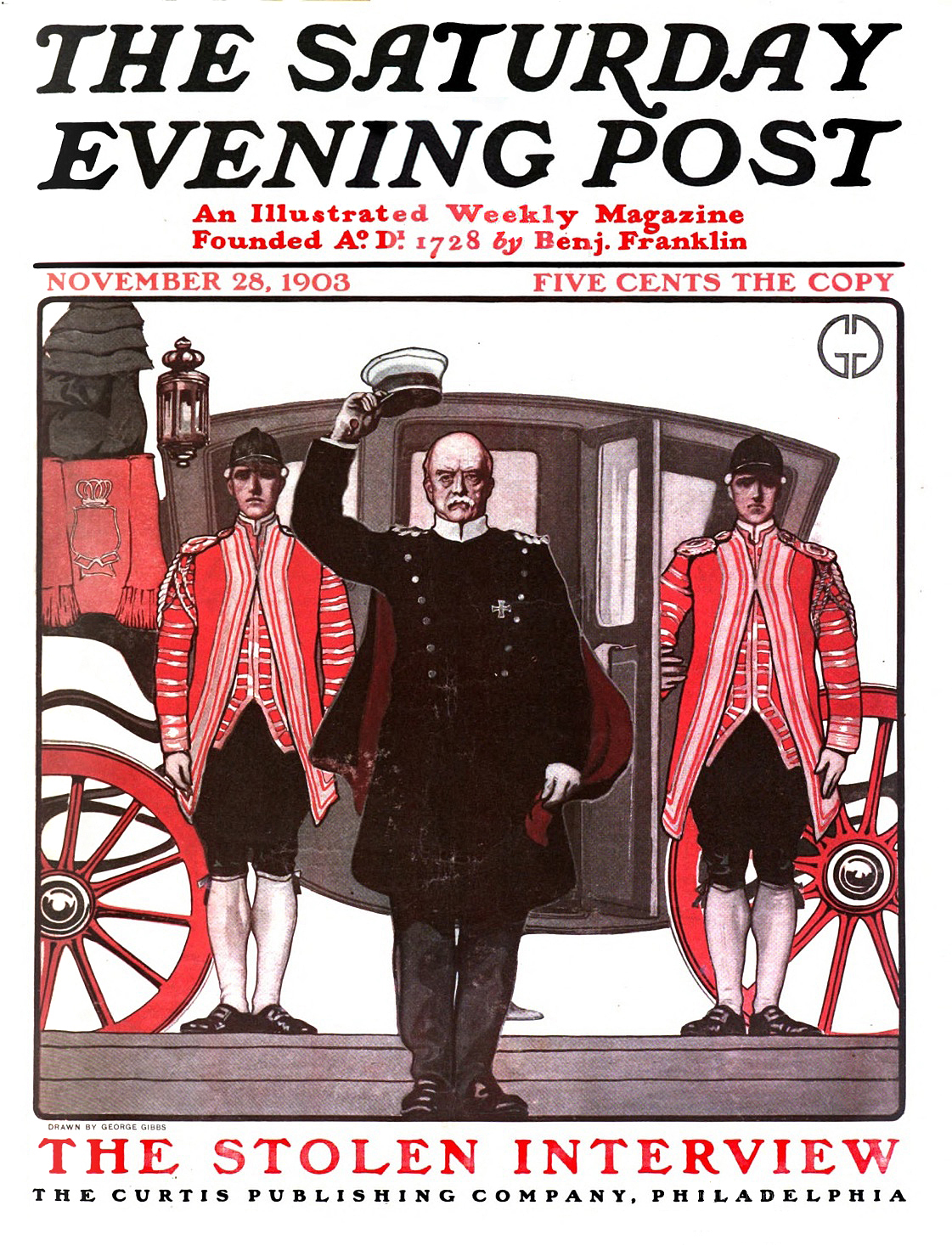
1903년 11월 28일호 표지

더 새터데이 이브닝 포스트(The Saturday Evening Post)는 현재 1년에 6회 발행되는 미국의 잡지이다. 1897년부터 1963년까지는 매주 발행되었고, 1969년까지는 격주로 발행되었다. 1920년대부터 1960년대까지 이 잡지는 픽션, 논픽션, 만화, 잡지 등을 포함하여 미국 중산층 사이에서 가장 널리 유통되고 영향력 있는 잡지 중 하나였다. 매주 200만 가구에 도달한다.
1960년대에 들어 잡지의 독자층이 감소하기 시작했다. 1969년에 더 새터데이 이브닝 포스트는 2년 동안 폐간되었다가 1971년 의학 기사에 중점을 둔 분기별 간행물로 부활했다.
2000년대 후반 현재, 더 새터데이 이브닝 포스트는 1982년에 잡지를 구입한 새터데이 이브닝 포스트 소사이어티(Saturday Evening Post Society)에서 연간 6회 발행된다. 이 잡지는 2013년에 새롭게 디자인되었다.

## 같이 보기
- 레이디스 홈 저널
- 매콜스
- 라이프 (잡지)
- 룩 (미국의 잡지)